# 2334 Cuffey
2334 Cuffey este un asteroid din centura principală, descoperit pe 27 aprilie 1962 de Goethe Link Obs..